# Veronica lanosa
Veronica lanosa là một loài thực vật có hoa trong họ Mã đề. Loài này được Royle ex Benth. miêu tả khoa học đầu tiên năm 1835.